# ریتا کوتی-کیش
 ریتا کوتی-کیش (مجاری: Kuti-Kis Rita؛ زادهٔ ۱۳ فوریهٔ ۱۹۷۸) یک تنیس‌باز اهل مجارستان است. 